# Lapdance

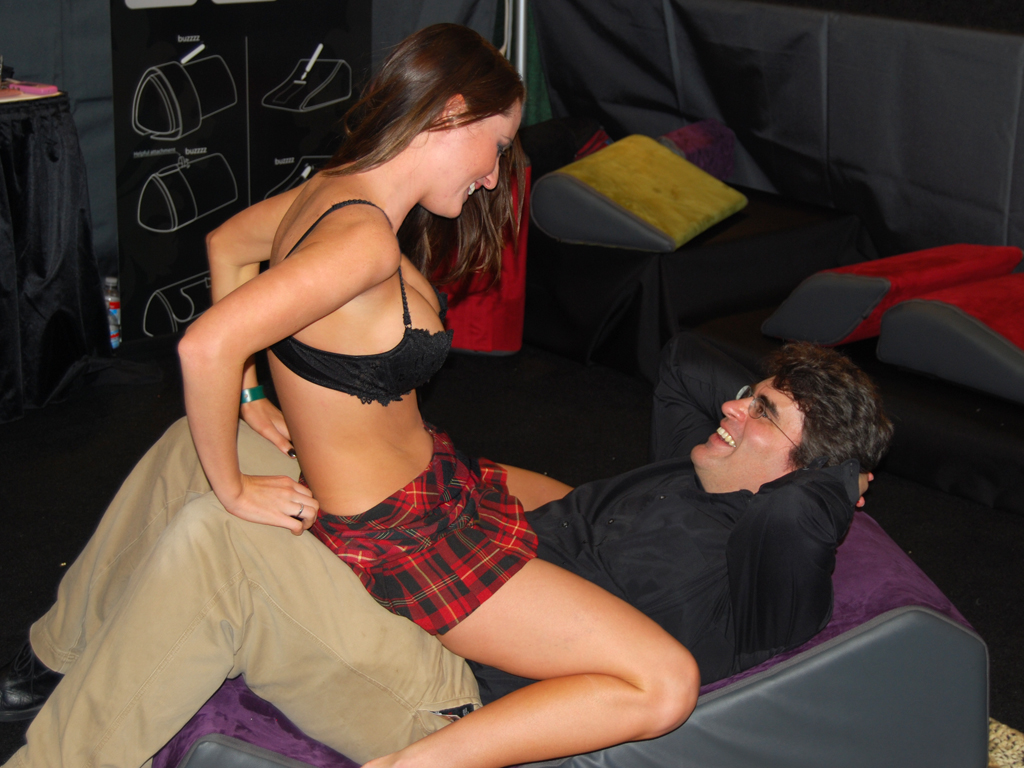
Lapdance

Lapdance (aus dem englischen „lap dance“ für „Tanz auf dem Schoß“) ist eine in Nachtclubs etablierte Form des erotischen Tanzes, bei dem aufreizend gekleidete Frauen und Männer zwischen den Beinen oder auf dem Schoß von Gästen tanzen.

## Beschreibung
Beim Lapdance tanzt der Tänzer zwischen den Beinen des sitzenden Gastes oder setzt sich auf dessen Schoß, um sich zur Musik zu bewegen oder einen Geschlechtsverkehr in sitzender Position zu imitieren. Dabei ist ein gewisses Maß an physischem Kontakt und Berührungen zwischen Tänzer und Gast gegebenenfalls möglich.